# Septoria typica
Septoria typica är en svampart som beskrevs av Gadgil & M.A. Dick 1999. Septoria typica ingår i släktet Septoria och familjen Mycosphaerellaceae.   Inga underarter finns listade i Catalogue of Life.